# Joanna Zofia Bawarska
Joanna Zofia Bawarska (ur. ok. 1373 w Monachium, zm. 17 października 1410 w Wiedniu) – księżna austriacka.

## Życiorys
Joanna była córką Albrechta I Bawarskiego i Małgorzaty, córki Ludwika I brzeskiego. 24 kwietnia 1390 w Wiedniu poślubiła Albrechta IV Habsburga. Joanna Zofia i Albrecht IV mieli dwoje dzieci:
- Albrecht II Habsburg (16 sierpnia 1397 – 27 października 1439),
- Małgorzata (26 czerwca 1395 - 24 grudnia 1447), od 1412 żona księcia Henryka XVI Bawarskiego.